# Гоцо (регіон)
Гоцо (мальт. Reġjun Għawdex) — один з п'яти регіонів Мальти. До регіону входять острови Гоцо і Коміно, та кілька маленьких острівців, таких як Комінотто. Регіон не межує з іншими регіонами Мальти, проте знаходиться недалеко від Північного регіону Мальти.
Регіон був створений відповідно до Закону про місцеві ради 1993 року, і залишається єдиним з трьох, що досі існує. Два інші були розділені на більш дрібні регіони законом № XVI від 2009 року, що збільшило кількість регіонів до п'яти.